# Elaine de Astolat

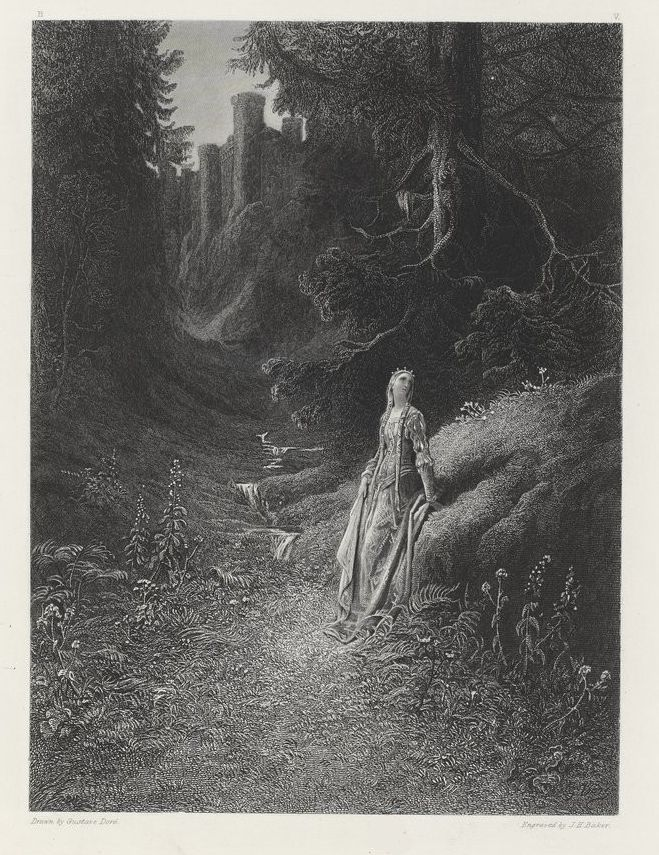
Elaine de Astolat (1867), desenho de Gustave Doré

Elaine de Astolat é uma personagem da lenda arturiana que morre pelo seu amor não correspondido por Lancelote. Também referida como Elaine a Branca (Elaine the White) e Elaine a Justa (Elaine the Fair), ela é filha de Bernard de Astolat.
Aparecem versões da sua história em Le Morte d'Arthur de Thomas Malory e em Idílios do Rei de Alfred Tennyson. A história de Elaine é também a inspiração para o poema The Lady of Shalott de Tennyson.

## Lenda
Uma versão da história apareceu na colectânea de histórias arturianas Lancelote-Graal do início do século XIII, na qual a "Demoiselle d'Escalot" morre de amor não correspondido por Lancelote e o seu corpo é levado de barco pelo rio até Camelot. 
Outra versão é contada no conto italiano La damigella di Scalot também do século XIII, que corresponde ao número LXXXII da colectânea de contos Novellino (cem contos toscanos antigos).
Em Le Morte d'Arthur de Malory, a história de Elaine começa quando o pai, Bernard de Astolat, organiza um torneio de cavalaria, com a participação do Rei Artur e os seus cavaleiros. Enquanto Lancelote não iria originalmente comparecer, ele é persuadido do contrário e visita Bernard e os seus filhos antes do torneio. Enquanto Lancelote está no castelo da família dela, Elaine apaixona-se por ele e implora que ele use as suas cores no próximo torneio. Explicando que Genebra estaria no torneio, ele consente usar as cores dela, mas diz que terá que lutar disfarçado para não ser reconhecido. Lancelote pede a Bernard para deixar o seu escudo reconhecível e para lhe emprestarem outro. Bernard concorda e empresta-lhe o escudo de Torre, um dos irmãos de Elaine.
Lancelote vai e vence o torneio, ainda que disfarçado, lutando contra os cavaleiros do Rei Artur e batendo quarenta deles no torneio. No entanto, fica ferido na luta com Boors e é levado para fora da arena pelo outro irmão de Elaine, Lavaine, para a caverna do ermitão Baudwin, um ex-cavaleiro da Távola Redonda. Elaine então obriga o seu pai a deixá-la trazer o ferido Lancelote para os seus aposentos, onde ela o trata. Quando fica recuperado, Lancelote prepara-se para ir embora e propõe-se pagar a Elaine os seus serviços; considerando-se insultada, Elaine devolve-lhe o escudo dele, que ela tinha guardado, e Lancelot abandona o castelo para nunca mais voltar, mas ciente dos seus sentimentos dela por ele.

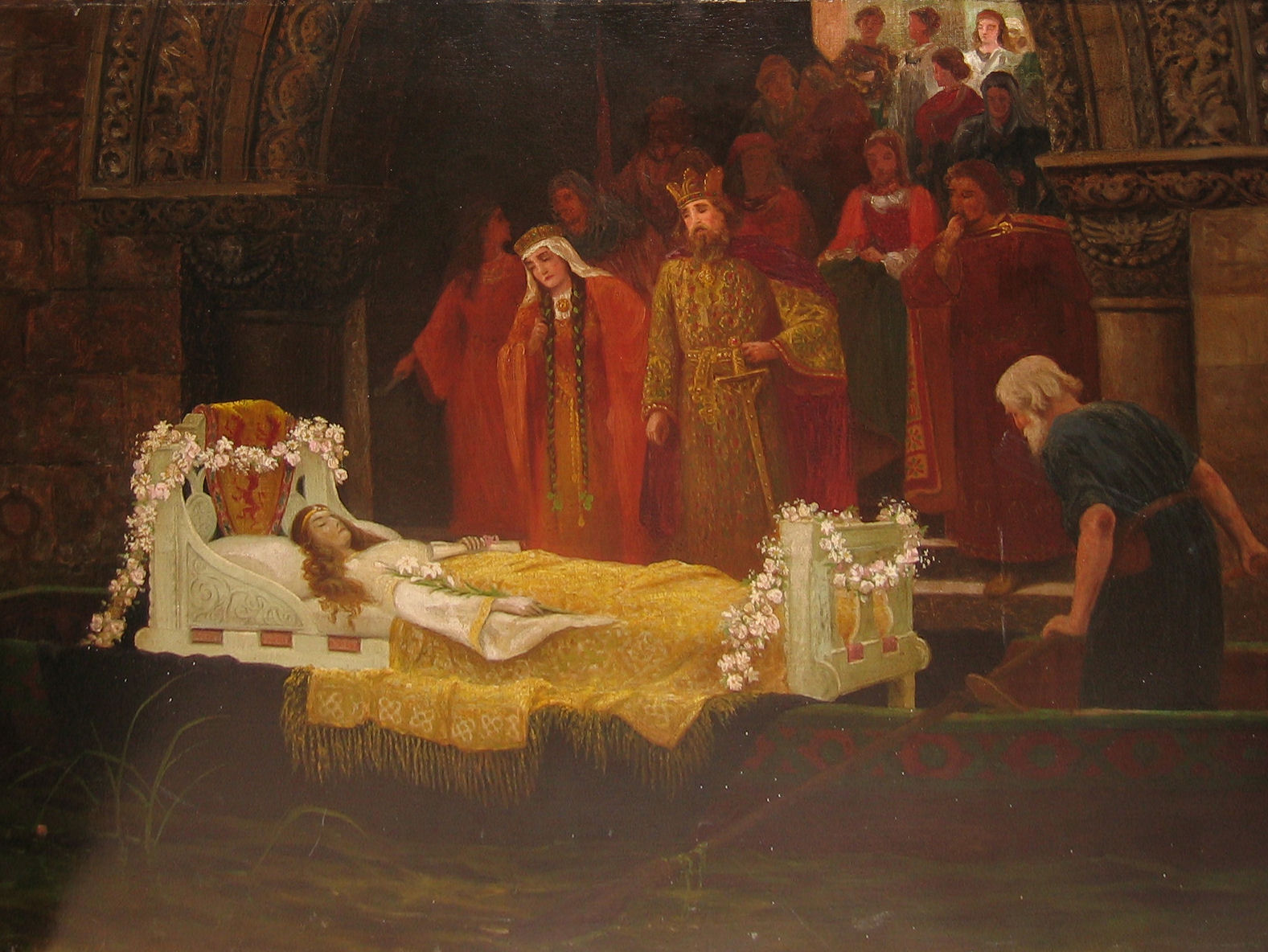
Elaine chega a Camelot (c. 1887), de pintor desconhecido.

Dez dias depois, Elaine morre de desgosto. De acordo com as instruções dela, o seu corpo é colocado num pequeno barco, segurando um lírio numa mão e a sua última carta na outra. O corpo dela é então levado pelo rio até Camelot onde é apresentada na corte do rei Artur, sendo apelidada de "donzela do lírio". Lancelote é convocado, ouve o conteúdo da carta, após o que explica o que aconteceu. Decorre depois o funeral cerimonioso de Elaine.
Os poemas de Alfred Tennyson ambos intitulados "The Lady of Shalott" (1832 e 1842) basearam-se em Lancelote-Graal provavelmente como o material de fonte primária, e inspiração para a poesia. Tennyson concentrou-se no isolamento de Elaine na torre e a sua decisão de participar no mundo dos vivos, não eram mencionados em La damigella di Scalot.

## Reelaborações literárias da lenda
- Adams, Oscar Fay (1855–1919), The Water Carriers (1886)
- Akhurst, W. M. (1822–1878), Arthur the King
- Autumn, Emilie, Shalott (2006)
- Baring, Maurice (1874–1945), "The Camelot Jousts" (1910)
- Cabot, Meg, Avalon High (2005)
- Fowler Wright, Sydney (1874–1965), The Ballad of Elaine
- Hamley, General Edward, Sir Tray: An Arthurian Idyl (1873)
- Kilmer, Aline (1888–1941), For All Ladies of Shalott (1921)
- Millay, Edna St. Vincent (1892–1950), Elaine (1921)
- Nieman, Valerie, Elaine the Fair Accuses Lancelot (2007)
- Phelps, Elizabeth Stuart (1844–1911), Elaine and Elaine (1883), The Lady of Shalott (1871)
- Rhodes, William Henry (1822–1876), Rosenthal's Elaine (1876)
- Sandell, Lisa Ann, Song of the Sparrow (2007)
- Stoddard, Elizzle (1823–1902), Before the Mirror (1895)
- Tennyson, Alfred, Lord (1809–1892), The Lady of Shalott (original version, 1833)
- Tennyson, Alfred, Lord (1809–1892), Lancelot and Elaine from Idylls of the King (1859)[5]
- White, T.H. (1906-1964), The Once and Future King

## Elaine na arte
Elaine cativou o engenho de muitos artistas, tornando-se um dos personagens secundários mais reconhecidos das lendas arturianas. Entre os que representaram a história dela em arte incluem-se:
- Dante Gabriel Rossetti
- William Holman Hunt
- John William Waterhouse
- Howard Pyle
- Louis Rhead
- Elizabeth Siddal
- Eleanor Fortescue-Brickdale
- Robert Gibb
- Gustave Doré

### Galeria

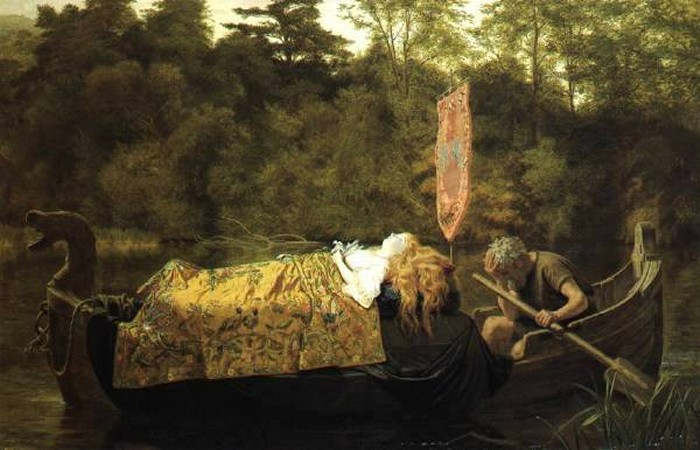
The Lily Maid of Astolat (1870), de Sophie Anderson
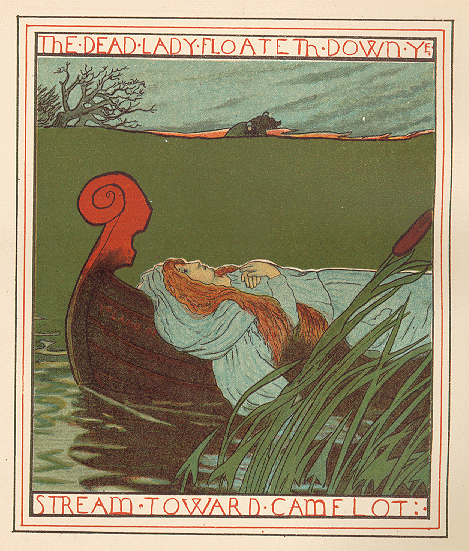
Elaine (1881), de Howard Pyle
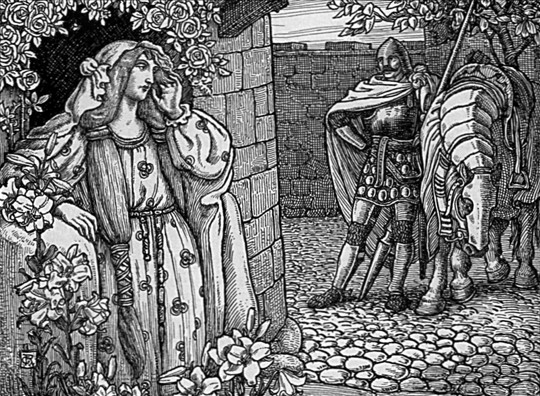
Elaine (1898), de George Woolliscroft Rhead & Louis Rhead
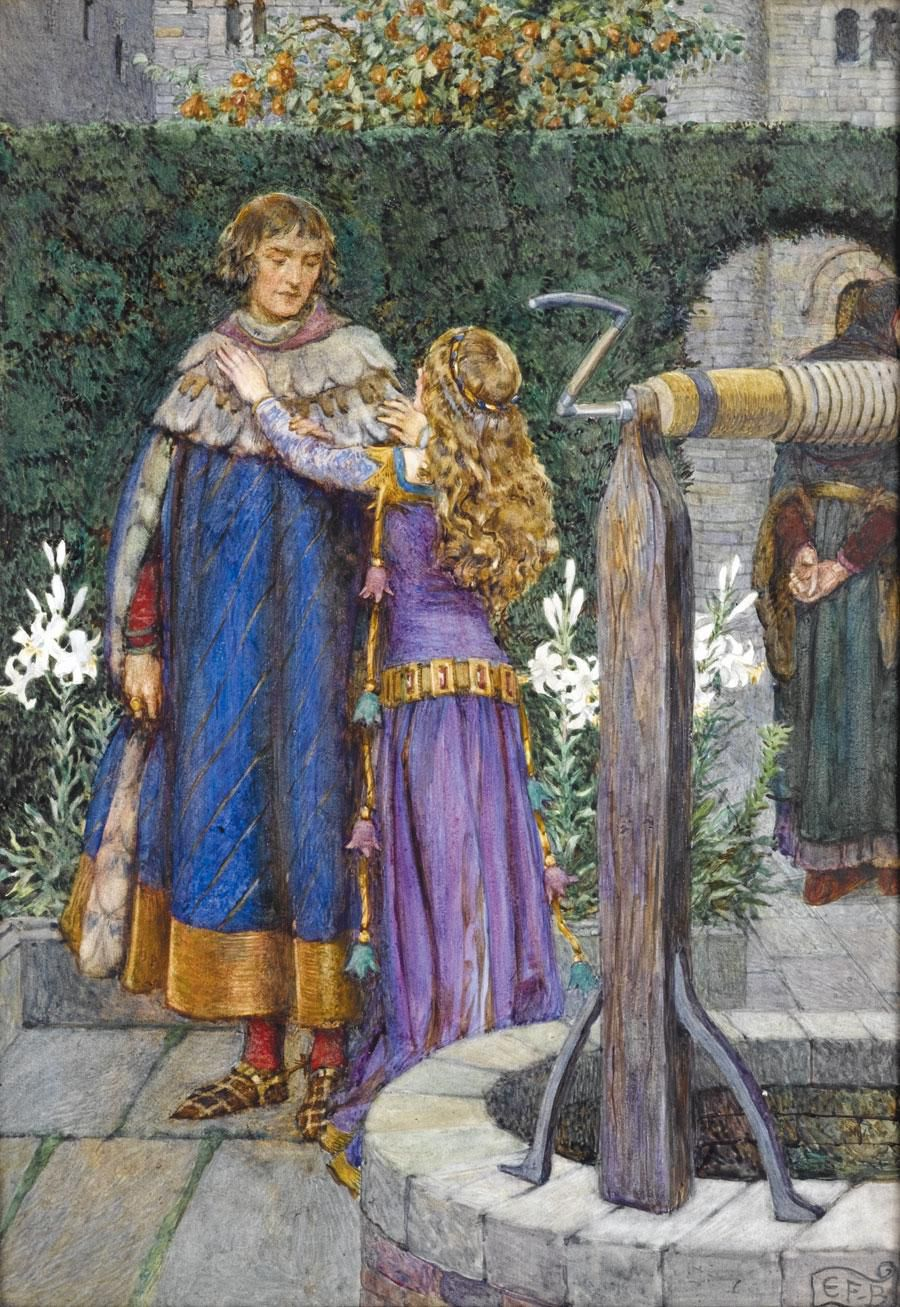
Elaine (1911), de Eleanor Fortescue-Brickdale
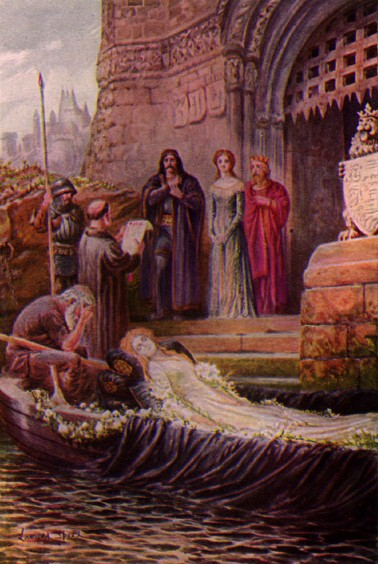
Elaine (1919), de Lancelot Speed